# Möngke
Möngke (mongolsky Мөнх хаан), také znám jako Mongka, Mangu apod. (10. ledna 1208 nebo 1209–1259) byl čtvrtý Velký chán Mongolů v letech 1251 až 1259. Byl synem Toluje a vnukem Čingischána. Pod jeho velením dobyli Mongolové území v Iráku, Sýrii a Vietnamu. Zavedl mnoho reforem s cílem zlepšit správu říše.
Möngke se narodil Tolujově manželce Sorchachtani-beki. Mocný šaman Teb Tengri Chochcuu viděl ve hvězdách velkou budoucnost, a proto bylo dítě pojmenováno Möngke (česky: Věčný).